# Dolní Řasnice
Dolní Řasnice là một làng thuộc huyện Liberec, vùng Liberecký, Cộng hòa Séc.